# Cycnoderus tenuatus
Cycnoderus tenuatus är en skalbaggsart som beskrevs av Audinet-serville 1834. Cycnoderus tenuatus ingår i släktet Cycnoderus och familjen långhorningar.
Artens utbredningsområde är:
- Paraguay.
- Uruguay.

Inga underarter finns listade i Catalogue of Life.